# Wilhelm Müller (poet)
Wilhelm Müller, känd som Griechen-Müller, född 7 oktober 1794 i Dessau, död 1 oktober 1827 i Dessau, var en författare, far till Friedrich Max Müller. Wilhelm Müller har i första hand gått till eftervärlden genom Franz Schuberts sångcykler Winterreise och Die schöne Müllerin, där Schubert tonsatt dikter av Müller.

## Biografi
Sedan Müller som 20-åring deltagit i frihetskriget mot Napoleon vistades han en tid i Italien. Resten av sitt liv tillbringade han som bibliotekarie i Dessau. Hänförd av grekernas frihetskamp skrev han Lieder der Griechen (5 häften, 1821-24), som tillsammans med 77 Gedichte aus den hinterlassenen Papieren eines reisenden Waldhornisten (1821) gjorde hans namn berömt. En del senare kritiska och novellistiska arbeten är föga märkliga. Bestående värde har Müllers vislyrik, känd särskilt genom Schuberts tonsättningar. Müllers Gedichte utgavs första gången i två band 1837 och i kritisk upplaga av J. T. Hatfield 1906, hans Diary and letters utgavs 1903 av P. S. Allen och J. T. Hatfield.